# Mononukleotyd flawinowy
Mononukleotyd flawinowy, FMN, E101a – organiczny związek chemiczny, ester kwasu fosforowego i ryboflawiny. W organizmie wytwarzany z witaminy B2 (ryboflawiny), stanowi grupę prostetyczną niektórych oksydaz (np. oksydazy L-aminokwasowej), zwykle mocno (ale nie kowalencyjnie) związana z apoenzymem. FMN jest też grupą prostetyczną kompleksu I (oksydoreduktaza NADH-ubichinon), w łańcuchu transportu elektronów.
Uczestniczy w wielu reakcjach redoks organizmów żywych, np. w reakcji:
FMN + ATP → FAD + PPi

## Zastosowanie
Zarówno FMN, jak i jego sól sodowa (FMN-Na) stosowane są jako żółte barwniki spożywcze (oznaczane odpowiednio jako E101a i E106).